# 耶路撒冷國際機場

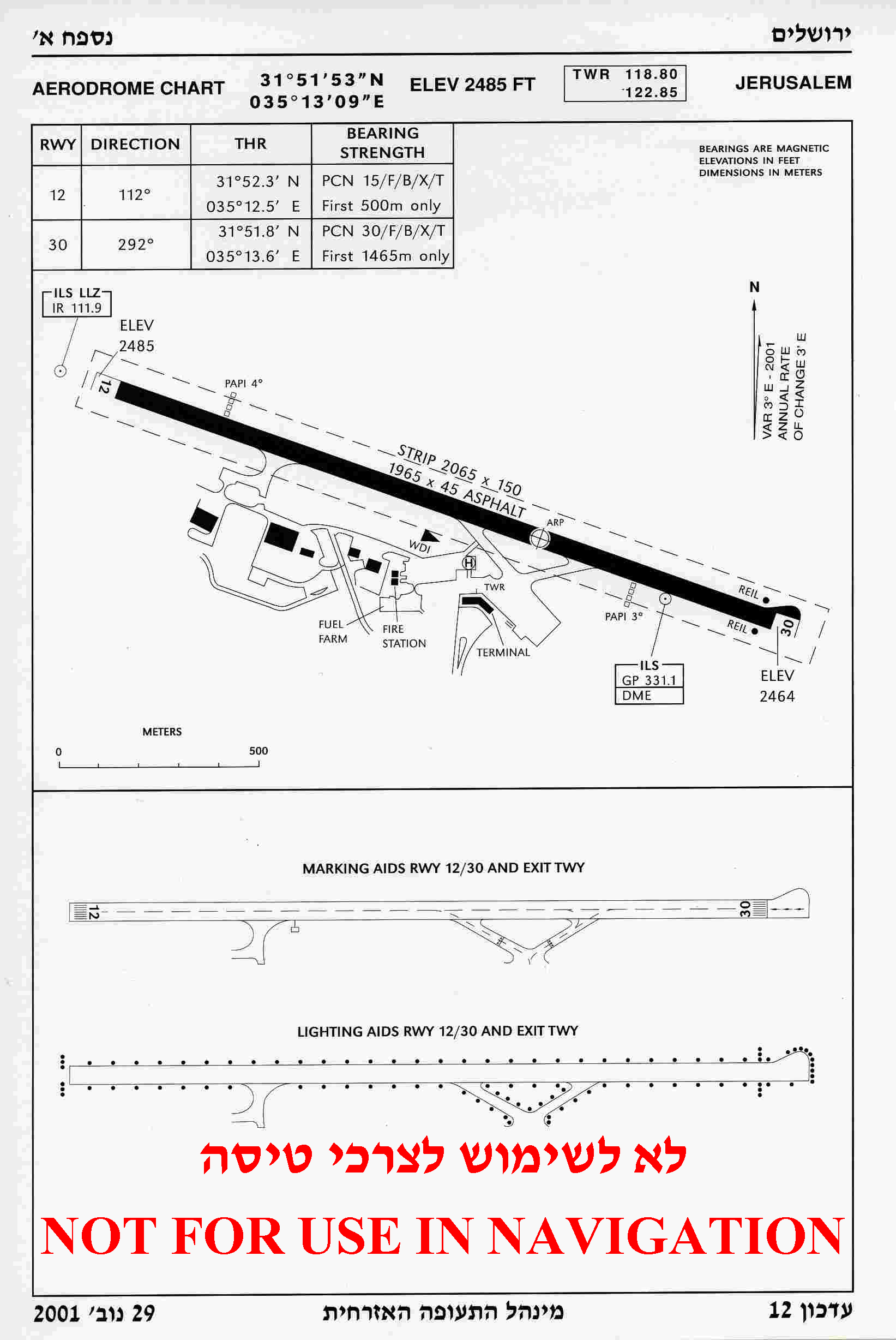
耶路撒冷機場

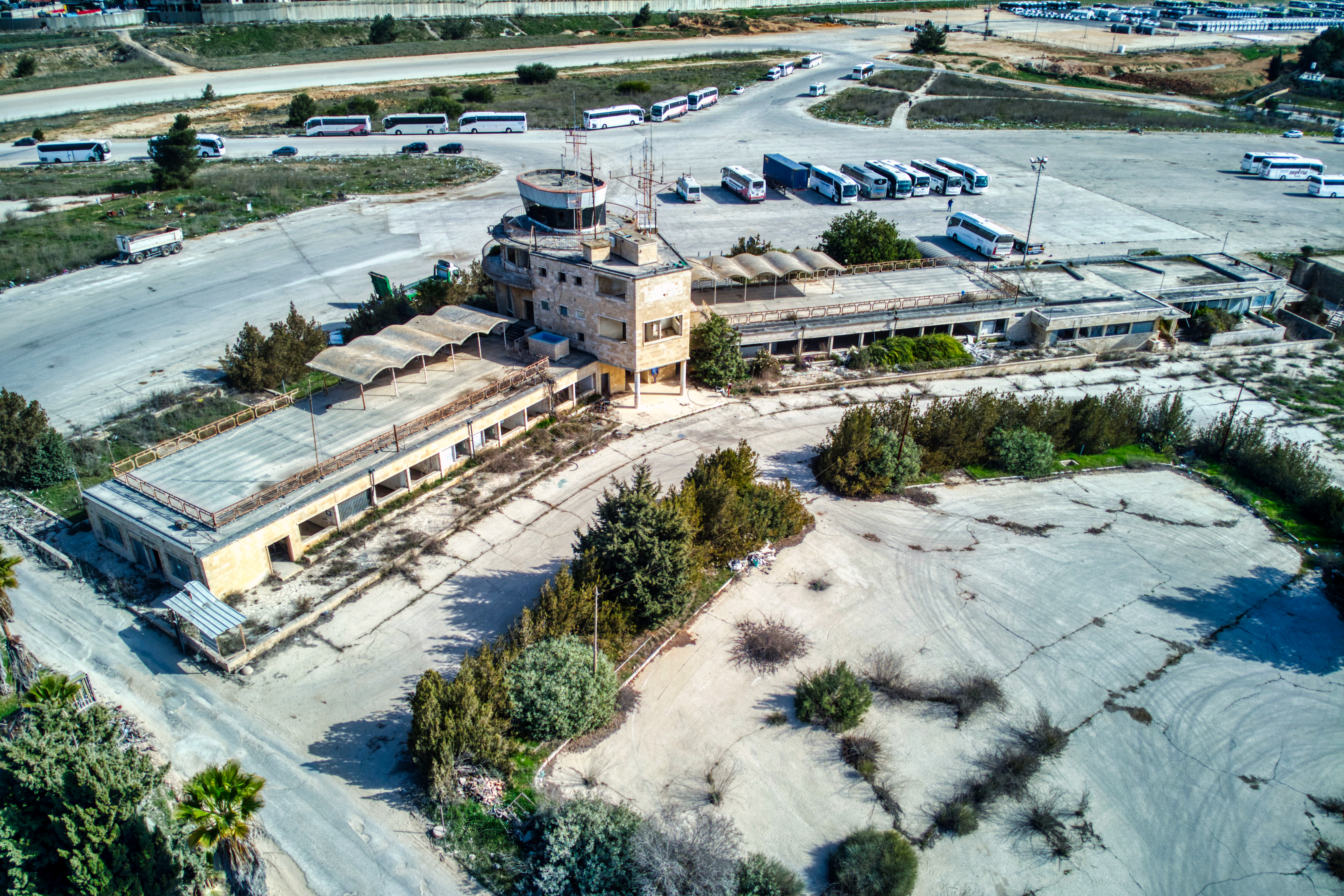
2023年耶路撒冷國際機場客運大樓

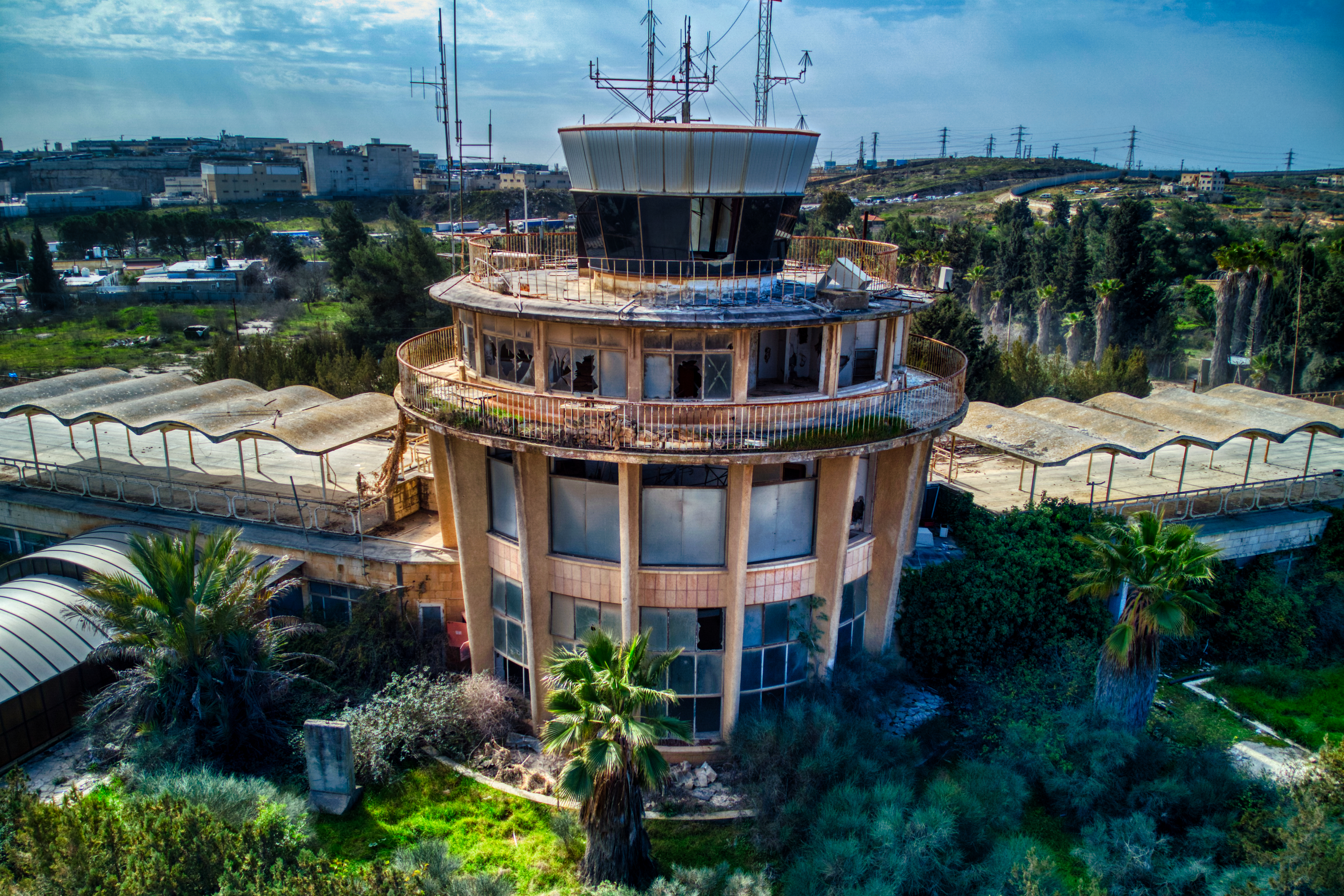
2023年耶路撒冷國際機場控制塔

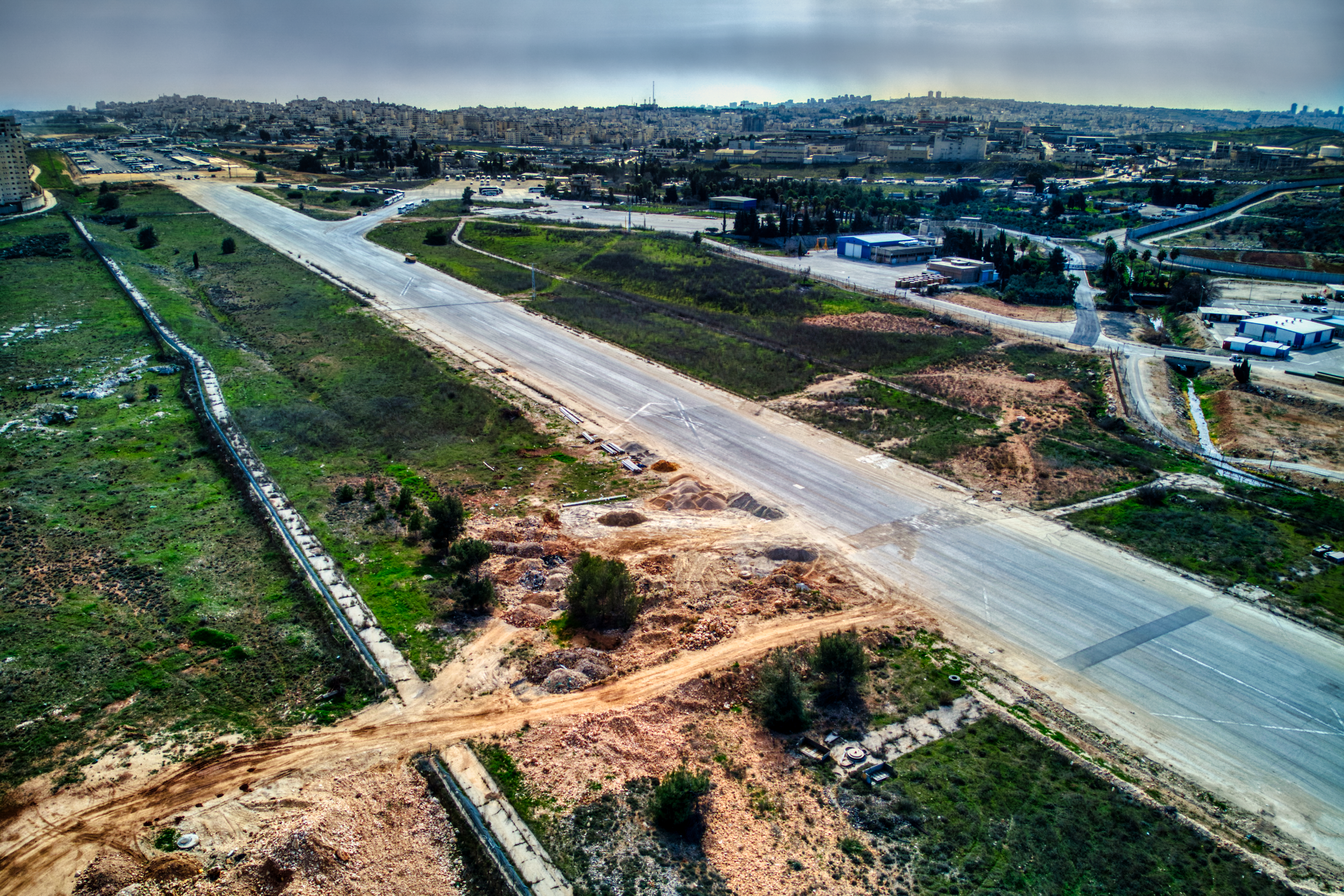
2023年耶路撒冷國際機場跑道

耶路撒冷國際機場（希伯來語：‎，阿拉伯语：‎），又稱卡蘭迪亞機場或阿塔羅特機場，是位於耶路撒冷市的一個區域機場。機場於1924年啟用，是巴勒斯坦託管地的首個機場。
在英國託管期間，前塞浦路斯航空一直有航班前往機場，直至1960年塞浦路斯脫離英國獨立後仍間中有航班升降。1948年阿拉伯-以色列戰爭後，機場連同約旦河西岸皆由約旦佔領，並於1950年成為約旦吞併約旦河西岸領土的一部分。1948年至1967年間，皇家約旦航空與黎巴嫩的中東航空，每天都有在耶路撒冷國際機場經營商業航班。
1967年，以色列在六日戰爭獲得勝利，並由此開始佔領所有過去由約旦佔領的土地，包括機場本身。1981年，以色列通過《耶路撒冷法》，將機場用地併入其領土。在1967年至2000年間，阿基亞以色列航空與以色列航空每日都有商業航班來往機場。2000年以色列在發生阿克薩群眾起義後關閉了民用機場。